# BEYOOOOO2NDS
『BEYOOOOO2NDS』（ビヨーンズセカンド）は、BEYOOOOONDSの2枚目のオリジナルアルバム。2022年9月28日にアップフロントワークス（zetimaレーベル）から発売された。

## 概要
- CDは全盤2枚組で、DISC1はBEYOOOOONDSの楽曲のみで構成される「BEYO盤」、DISC2はグループ内ユニットの楽曲のみで構成される「UNIT盤」となっている。
- Blu-ray付属の初回生産限定盤と通常盤の2形態で発売。
- 初回生産限定盤には初音源化楽曲「虎視タンタ・ターン」を含むMV、各ユニット曲Dance Practice Movie、「虎視タンタ・ターン」撮影メイキング映像、ジャケット撮影メイキング映像を収録したBlu-ray Discが付属。

## 収録曲

### DISC 1（BEYO盤）
1. 虎視タンタ・ターン
  - 作詞：児玉雨子 / 作曲：前山田健一 / 編曲：ダンス☆マン
2. 英雄〜笑って!ショパン先輩〜
  - 作詞：星部ショウ / 作曲：フレデリック・ショパン / 編曲：加藤裕介・星部ショウ
3. Interlude寸劇「ノービヨンダ!ノーライフ」
4. Hey! ビヨンダ
  - 作詞・作曲：星部ショウ / 編曲：平田祥一郎
5. Interlude寸劇「ノービヨンダ!ノーライフ」後編
6. Now Now Ningen
  - 作詞：児玉雨子 / 作曲・編曲：星部ショウ
7. 涙のカスタネット
  - 作詞・作曲：星部ショウ / 編曲：板垣祐介
8. 激辛LOVE
  - 作詞：Barry Blue・Paul Greedus / 日本語詞：星部ショウ / 作曲：Barry Blue・Paul Greedus / 編曲：大久保薫
9. ハムカツ黙示録
  - 作詞：児玉雨子 / 作曲・編曲：星部ショウ
  - 間奏のセリフがシングル版とは異なる
10. Interlude寸劇「こころとりかのドリームマッチ」
11. Never Never Know～コメ派とパン派のラブウォーズ～
  - 作詞・作曲：山崎あおい、ヒロキ（リリィ、さよなら。） / 編曲：山崎あおい
12. Interlude寸劇「こころとりかのドリームマッチ」後編
13. ビタミンME
  - 作詞：児玉雨子 / 作曲：星部ショウ / 編曲：板垣祐介
14. フレフレ・エブリデイ
  - 作詞：児玉雨子 / 作曲・編曲：星部ショウ
15. Interlude寸劇「迷走委員会」
16. GOGO大臣
  - 作詞：野沢トオル / 作曲：星部ショウ / 編曲：田中直
17. こんなハズジャナカッター!
  - 作詞：星部ショウ・野沢トオル / 作曲・編曲：星部ショウ / ストリングスアレンジ：クラッシャー木村
18. オンリーロンリー
  - 作詞・作曲・編曲：星部ショウ

### DISC 2（UNIT盤）
1. 待ち合わせはJR梅田駅で / CHICA#TETSU
  - 作詞：児玉雨子 / 作曲・編曲：星部ショウ
2. 循環 / 雨ノ森 川海
  - 作詞・作曲：星部ショウ / 編曲：大久保薫
3. Get Back!ビニール傘の大冒険 / SeasoningS
  - 作詞・作曲：星部ショウ / 編曲：加藤裕介
4. 二年前の横浜駅西口 / CHICA#TETSU
  - 作詞：児玉雨子 / 作曲：星部ショウ / 編曲：清水信之
5. ヤバイ恋の刃 / 雨ノ森 川海
  - 作詞：野沢トオル / 作曲・編曲：中谷信行
6. ワタシと踊りなさい! / SeasoningS
  - 作詞：星部ショウ / 作曲・編曲：松浦雄太

### 初回生産限定盤付属Blu-ray
1. 虎視タンタ・ターン(虎の穴特訓ダンスEdit.)
2. 激辛LOVE(Music Video)
3. 激辛LOVE(Dance Shot Ver.)
4. 激辛LOVE(Close-up Ver.)
5. Now Now Ningen(Music Video)
6. Now Now Ningen(Dance Shot Ver.)
7. Now Now Ningen(Cayhane Dance Shot Ver.)
8. Now Now Ningen(Close-up Ver.)
9. こんなハズジャナカッター!(Music Video)
10. こんなハズジャナカッター!(Dance Shot Ver.)
11. こんなハズジャナカッター!(Close-up Ver.)
12. 英雄～笑って!ショパン先輩～(Music Video)
13. 英雄～笑って！ショパン先輩～(Dance Shot Ver.)
14. 英雄～笑って!ショパン先輩～(ぐるぐるピアノ Ver.)
15. ハムカツ黙示録(Music Video)
16. ハムカツ黙示録(Dance Shot Ver.)
17. ハムカツ黙示録(厚切りハムカツ Ver.)
18. ビタミンME(Music Video)
19. ビタミンME(Dance Shot Ver.)
20. フレフレ・エブリデイ(Music Video)
21. 都営大江戸線の六本木駅で抱きしめて(Dance Practice Video)
22. 高輪ゲートウェイ駅ができる頃には(Dance Practice Video)
23. 二年前の横浜駅西口(Dance Practice Video)
24. GIRL ZONE(Dance Practice Video)
25. そこらのやつとは同じにされたくない(Dance Practice Video)
26. ヤバイ恋の刃(Dance Practice Video)
27. We Need a Name!(Dance Practice Video)
28. ワタシと踊りなさい!(Dance Practice Video)
29. 「虎視タンタ・ターン」メイキング
30. アルバムジャケット撮影メイキング

## リリース日一覧
| 地域 | リリース日    | レーベル | 規格                                    | カタログ番号                    |
| ---- | ------------- | -------- | --------------------------------------- | ------------------------------- |
| 日本 | 2022年9月28日 | zetima   | CDアルバム2枚組+Blu-ray                 | EPCE-7702〜04（初回生産限定盤） |
| 日本 | 2022年9月28日 | zetima   | CDアルバム2枚組                         | EPCE-7705〜06（通常盤）         |
| 日本 | 2022年9月28日 | zetima   | ダウンロード (AAC-LC)                   |                                 |
| 日本 | 2022年9月28日 | zetima   | ハイレゾダウンロード (FLAC 96kHz/24bit) |                                 |